# ويليام وورث بيلناب
ويليام وورث بيلناب (بالإنجليزية: William W. Belknap)‏ (22 سبتمبر 1829 - 12 أكتوبر 1890) هو محامي وجندي في جيش الاتحاد ومدير حكومي في ولاية آيوا ووزير الحرب الأمريكي الثلاثين. خدم بيلناب في الحرب الأهلية وتم تعيينه كجابي لمصلحة الضرائب. إلا أنه أثار الجدل عندما ترأس وزارة الحرب في إدارة الرئيس يوليسيس غرانت، حيث اتهم ببيع الأسلحة بشكل غير مباشر إلى فرنسا بينما كانت الولايات المتحدة محايدة ظاهريا خلال الحرب الفرنسية البروسية، وقبوله الرشاوى مقابل الموافقة على عمولات تجارية. حصل ملاك المحطات التجارية على حقوق حصرية لبيع السلع في المراكز العسكرية الأمريكية (وأغلبها كان مقابل أسعار باهظة)، ما جعل الوكالات تحقق أرباحا كبيرة. كما جذبت حفلاته الفخمة في واشنطن التي أقامتها زوجته أماندا حسد الديمقراطيين، الذين استعادوا السيطرة على مجلس النواب في عام 1875، وعملوا على تسليط الضوء على الفساد في إدارة غرانت. في عام 1876، أدت فضيحة مراكز التجار إلى استقالة بيلناب وسحب الثقة عنه من قبل مجلس النواب، ومحاكمته من قبل مجلس الشيوخ. صوت أغلبية أعضاء مجلس الشيوخ بالإدانة. إلا أن الادعاء لم يحصل على أغلبية الثلثين المطلوبة، فتمت تبرئة بيلناب.
ولد بيلناب في نيويورك وتخرج من جامعة برنستون في عام 1848، ودرس القانون مع محامي من جامعة جورج تاون، ثم نجح في اختبار النقابة عام 1851. ثم انتقل إلى أيوا حيث مارس القانون بالشراكة مع رالف ب. لو. دخل بيلناب السياسة وانضم في البداية للحزب الديمقراطي وتم انتخابه لمجلس نواب ولاية آيوا في عام 1857. انضم بيلناب إلى جيش الاتحاد بعد اندلاع الحرب الأهلية الأمريكية في عام 1861؛ وحارب في ميليشيا أيوا وترقى لرتبة نقيب، وتم تكليفه برتبة رائد في كتيبة المشاة الخامسة عشرة من ولاية آيوا. شارك في العديد من المعارك مثل شيلوه وكورينث. حارب بيلناب في معركة أتلانتا حيث قاتل قائدا كونفدرالية جريحا يدا بيد قبل أن يقبض عليه. وبحلول نهاية الحرب، تمت ترقية بيلناب إلى رتبة عميد للمتطوعين، وترقى فخريا إلى رتبة لواء.
رفض بيلناب تعيينه في الهيئة العسكرية بعد الحرب، وعينه الرئيس أندرو جونسون كجابي إيرادات الضرائب في آيوا، وشغل المنصب لأربع سنوات دون مشاكل. ثم عينه الرئيس جرانت وزيرا للحرب في عام 1869. طلب بيلناب رسم لوحات لجميع وزراء الحرب السابقين، واعتزم إنشاء مجموعة كاملة لعرضها بمناسبة الذكرى المئوية للولايات المتحدة. كما ساعد ضحايا حريق شيكاغو العظيم في عام 1871 واقنع غرانت بتخفيف الحكم على جيمس ويبستر سميث، أول طالب أمريكي أسود يدرس في الأكاديمية العسكرية الأمريكية. تم تقديم توصية بطرد سميث بعد اتهامه زورا بسوء السلوك؛ قام غرانت بتغيير الحكم بعد تدخل بيلناب إلى إرجاع سميث سنة للوراء في الأكاديمية، مما جعله يعيد السنة الأولى. عملت إدارة بيلناب بقوة خلال عصر إعادة الإعمار على إنفاذ القوانين الاتحادية على الجنوب المهزوم. أيد بيلناب سياسة إعادة الإعمار التي اعتمدها غرانت والتي عارضها معظم الديمقراطيين. في عام 1875، وافق غرانت وعدد من أعضاء إدارته (بينهم بيلناب) سرا على إبعاد القوات عن منطقة بلاك هيلز بعد اكتشاف الذهب فيها. تمت حماية المنطقة من قبل الجيش بعد أن وعدوا بها لصالح قبيلة لاكوتا بموجب المعاهدة بينهما؛ فسمحت الولايات المتحدة للمستوطنين البيض بالاستيلاء على الأرض خلال حمى الذهب التي تلت بعد أن رفضت قبيلة لاكوتا بيعها.
كشف تحقيق للكونغرس عام 1876 أن بيلكناب تلقى عمولات مقابل توقيعه على عقود مربحة. حيث بدأ يتلقى هذه الرشاوى ابتداء من عام 1870 لينفقها على حياة البذخ كما كان يعيش كبار المسؤولين في واشنطن العاصمة. استقال بيلناب من الوزارة بعد الكشف عن جرائمه في عام 1876 أملا في تجنب أي عملية سحب ثقة ضده يصدرها مجلس النواب الأمريكي. قبل الرئيس غرانت استقالته قبل تصويت مجلس النواب. ولكن رغم هذا، قام مجلس النواب بسحب الثقة عنه وحوكم من قبل مجلس الشيوخ، بينما ظل رهن الإقامة الجبرية. تمت تبرئة بيلناب عندما لم يحقق تصويت أغلبية الثلثين المطلوبة؛ حيث رأى العديد من أعضاء مجلس الشيوخ أن لديهم السلطة لإدانة وزير حالي، ولكن ليس وزيرا ترك منصبه. أسقطت لائحة التهم عن بيلناب في واشنطن العاصمة بفضل نفوذ غرانت، فسمح هذا لبيلناب أن يعود لحياته الخاصة. تضررت سمعة بيلكناب كثيرا في عالم السياسة، في حين بقيت زوجته وبناته بعيدات عنه. استأنف بيلناب مزاولة القانون في واشنطن وظل محتفظا بشعبيّته بين قدامى محاربي الحرب الأهلية في آيوا. توفي بنوبة قلبية في عام 1890.
يظهر إرث بيلناب وهو مليء بالفضائل والعيوب. وأثنى عليه العديدون لشجاعته خلال الحرب الأهلية، ولكن أضعف سلطة رفاقه ويليام تيكومسه شيرمان وأوليفر هوارد بعد أن تولى وزارة الحرب. وقد حافظ على تاريخ الحرب الأهلية في صور المصور الفوتوغرافي ماثيو برادي، وقدم مساعدات سريعة لضحايا حريق شيكاغو الكبير، وفرض سياسات غرانت لإعادة الإعمار، وأنشأ دائرة الأرصاد الجوية الوطنية. إلا أنه خالف سياسة الدولة الحيادية في الحرب الفرنسية البروسية ومنح البنادق للفرنسيين. وقد قبل هو وزوجاته الرشاوى على حساب الجنود الذين كانوا يعتمدون على المواقع التجارية العسكرية. سمح بيلناب للمستوطنين البيض باجتياح منطقة بلاك هيلز بعد أن تم وعد شعب لاكوتا بها بموجب معاهدة بينهم. حاول بيلناب منع إنجاز أول جسر بدعامات من الصلب في أمريكا عن طريق تغيير مواصفات التصميم ليشمل تعديلات مكلفة وغير ضرورية بناء على طلب قادة السفن البخارية في نهر المسيسيبي الذين كانوا يخشون فقدان حركة المرور لصالح سكة الحديد التي ستستخدم الجسر الجديد، وذلك قبل أن يأمره الرئيس غرانت بالتوقف عن مساعيه هذه؛ وقد زُعم أن بيلناب تلقى أموالا من شركات البواخر مقابل مساعدته. خرج بيلناب من منصبه مخزيا، وواجهت وزارة الحرب بعده اضطرابات شديدة وتبعه أربعة وزراء خلال فترة 13 شهرا.

## روابط خارجية
- ويليام وورث بيلناب على موقع الموسوعة البريطانية (الإنجليزية)
- ويليام وورث بيلناب على موقع إن إن دي بي (الإنجليزية)